# Pere Muñoz Perugorría
Pere Muñoz Perugorría (Palma, 1971) és un expolític, empresari i comunicador mallorquí.
Estudis de Dret per la Universitat de les Illes Balears, va realitzar un postgrau en Gestió i Polítiques culturals per la Universitat de Barcelona i un Màster en Gestió Cultural per la Universidad Complutense de Madrid.
Fou membre fundador de Joves de Mallorca per la Llengua (1996),
S'afilià al PSM. Del 1997 al 1999 fou director insular de cultura al Consell de Mallorca. Del 1999 al 2003 fou Director General de Cultura de la Conselleria d'Educació i Cultura del Govern de les Illes Balears, dirigida per Damià Pons Pons. Va ser secretari general del PSM a Palma. El 2003, fou candidat a la batllia de Palma pel PSM en guanyar les primàries al fins llavors cap del grup municipal Gabriel Barceló i fou regidor a l'Ajuntament fins al maig del 2006, quan deixà la regidoria i el partit en desacord amb la formació del Bloc per Mallorca.
En deixar la política es dedica a la gestió cultual i patrimonial a través d'algunes empreses que va fundar, essent el projecte més destacat Spiritual Mallorca, que agrupa la gestió d'espais religiosos per a la visita turístico cultural.
Des de setembre de 2009 fins al 2012 fou el Director del Laboratori de Cultura i Turisme de la Fundació Barcelona Mèdia - Centre d'Innovació, que se dedica a la innovació en l'àmbit del sector de la comunicació.
Ha desenvolupat gran part de la seva feina al Brasil, on ha elaborat projectes com el "Pla de Marketing Turístic de Brasil", el "Pla de posicionament de Brasília", plans de desenvolupament turístic a diversos estats de la Federació, etc.
El 2016 va ser nomenat Director Gerent de l'Agència de Turisme de Balears, càrrec que abandonà el novembre de 2017, i durant el qual va crear el programa de desestacionalització turística "Better in Winter" i els "Premis de Turisme de les Illes Balears", que reconeixen la tasca més destacada dins l'àmbit turístic a les Balears.
Dins la línia de conferenciant internacional ha realitzat intervencions sobre gestió turística, competitivitat de destinacions, cultura i comunicació, a multitud de països essent les més destacades les que periòdicament realitza arreu del territori brasiler.
Ha col·laborat en diverses publicacions com Diari de Balears, Última Hora i l'Avui. És l'editor de la Revista Lluc.